# Lista över fornlämningar i Nyköpings kommun (Bogsta)
Lista över fornlämningar i Nyköpings kommun (Bogsta) är en förteckning av ett urval av de fornlämningar som finns i Bogsta i Nyköpings kommun.
| Namn                      | Lämningstyp  | Tillkomsttid | Historisk indelning  | Plats        | Läge                 | ID-nr          | Bild                                      |
| ------------------------- | ------------ | ------------ | -------------------- | ------------ | -------------------- | -------------- | ----------------------------------------- |
| Bogsta 3:1                | Stensättning |              | Bogsta, Södermanland |              | 58.869603, 17.183090 | 10031400030001 | Ladda upp en bild av detta fornminne      |
| Bogsta 5:1                | Stensättning |              | Bogsta, Södermanland |              | 58.862225, 17.201241 | 10031400050001 | Ladda upp en bild av detta fornminne      |
| Bogsta 6:1                | Gravfält     |              | Bogsta, Södermanland |              | 58.857779, 17.200886 | 10031400060001 | Ladda upp en bild av detta fornminne      |
| Parkberget (Bogsta 7:1)   | Gravfält     |              | Bogsta, Södermanland |              | 58.883326, 17.189598 | 10031400070001 | Ladda upp en bild av detta fornminne      |
| Bogsta 8:1                | Gravfält     |              | Bogsta, Södermanland |              | 58.885623, 17.193502 | 10031400080001 | Ladda upp en bild av detta fornminne      |
| Bogsta 10:1               | Stensättning |              | Bogsta, Södermanland |              | 58.886146, 17.197876 | 10031400100001 | Ladda upp en bild av detta fornminne      |
| Bogsta 12:1               | Stensättning |              | Bogsta, Södermanland |              | 58.894124, 17.181222 | 10031400120001 | Ladda upp en bild av detta fornminne      |
| Bogsta 13:1               | Stensättning |              | Bogsta, Södermanland |              | 58.895741, 17.179198 | 10031400130001 | Ladda upp en bild av detta fornminne      |
| Bogsta 14:1               | Gravfält     |              | Bogsta, Södermanland |              | 58.886127, 17.187615 | 10031400140001 | Ladda upp en bild av detta fornminne      |
| Bogsta 17:1               | Stensättning |              | Bogsta, Södermanland |              | 58.887933, 17.163295 | 10031400170001 | Ladda upp en bild av detta fornminne      |
| Bogsta 17:2               | Stensättning |              | Bogsta, Södermanland |              | 58.887701, 17.163218 | 10031400170002 | Ladda upp en bild av detta fornminne      |
| Bogsta 18:1               | Röse         |              | Bogsta, Södermanland |              | 58.887764, 17.160376 | 10031400180001 | Ladda upp en bild av detta fornminne      |
| Bogsta 19:1               | Stensättning |              | Bogsta, Södermanland |              | 58.886709, 17.167414 | 10031400190001 | Ladda upp en bild av detta fornminne      |
| Bogsta 20:1               | Hög          |              | Bogsta, Södermanland |              | 58.889291, 17.148896 | 10031400200001 | Ladda upp en bild av detta fornminne      |
| Bogsta 21:1               | Stensättning |              | Bogsta, Södermanland |              | 58.888332, 17.155332 | 10031400210001 | Ladda upp en bild av detta fornminne      |
| Bogsta 21:2               | Stensättning |              | Bogsta, Södermanland |              | 58.888485, 17.155354 | 10031400210002 | Ladda upp en bild av detta fornminne      |
| Bogsta 21:3               | Stensättning |              | Bogsta, Södermanland |              | 58.888575, 17.155358 | 10031400210003 | Ladda upp en bild av detta fornminne      |
| Bogsta 21:4               | Hög          |              | Bogsta, Södermanland |              | 58.888648, 17.155169 | 10031400210004 | Ladda upp en bild av detta fornminne      |
| Bogsta 22:1               | Stensättning |              | Bogsta, Södermanland |              | 58.885171, 17.154684 | 10031400220001 | Ladda upp en bild av detta fornminne      |
| Bogsta 22:2               | Stensättning |              | Bogsta, Södermanland |              | 58.884989, 17.154903 | 10031400220002 | Ladda upp en bild av detta fornminne      |
| Bogsta 23:1               | Stensättning |              | Bogsta, Södermanland |              | 58.887108, 17.181024 | 10031400230001 | Ladda upp en bild av detta fornminne      |
| Skansberget (Bogsta 24:1) | Fornborg     |              | Bogsta, Södermanland |              | 58.882820, 17.153589 | 10031400240001 | Ladda upp en bild av detta fornminne      |
| Bogsta 25:1               | Stensättning |              | Bogsta, Södermanland |              | 58.883428, 17.158791 | 10031400250001 | Ladda upp en bild av detta fornminne      |
| Bogsta 26:1               | Stensättning |              | Bogsta, Södermanland |              | 58.881032, 17.156268 | 10031400260001 | Ladda upp en bild av detta fornminne      |
| Bogsta 26:2               | Stensättning |              | Bogsta, Södermanland |              | 58.881128, 17.155752 | 10031400260002 | Ladda upp en bild av detta fornminne      |
| Bogsta 28:1               | Gravfält     |              | Bogsta, Södermanland |              | 58.882469, 17.168279 | 10031400280001 | Ladda upp en bild av detta fornminne      |
| Bogsta 29:1               | Stensättning |              | Bogsta, Södermanland |              | 58.880495, 17.163322 | 10031400290001 | Ladda upp en bild av detta fornminne      |
| Bogsta 29:2               | Stensättning |              | Bogsta, Södermanland |              | 58.880446, 17.163580 | 10031400290002 | Ladda upp en bild av detta fornminne      |
| Gåsnäbben (Bogsta 30:1)   | Gravfält     |              | Bogsta, Södermanland |              | 58.880050, 17.166666 | 10031400300001 | Ladda upp en bild av detta fornminne      |
| Bogsta 31:1               | Stensättning |              | Bogsta, Södermanland |              | 58.891896, 17.162827 | 10031400310001 | Ladda upp en bild av detta fornminne      |
| Bogsta 31:2               | Stensättning |              | Bogsta, Södermanland |              | 58.891489, 17.163073 | 10031400310002 | Ladda upp en bild av detta fornminne      |
| Sö 125 (Bogsta 32:1)      | Runristning  |              | Bogsta, Södermanland | Bogsta kyrka | 58.877114, 17.174112 | 10031400320001 | Ladda upp en till bild av detta fornminne |
| Sö 124 (Bogsta 32:2)      | Runristning  |              | Bogsta, Södermanland | Bogsta kyrka | 58.877188, 17.173994 | 10031400320002 | Ladda upp en till bild av detta fornminne |
| Bogsta 33:1               | Stensättning |              | Bogsta, Södermanland |              | 58.878021, 17.180712 | 10031400330001 | Ladda upp en bild av detta fornminne      |
| Bogsta 33:2               | Stensättning |              | Bogsta, Södermanland |              | 58.878140, 17.181256 | 10031400330002 | Ladda upp en bild av detta fornminne      |
| Bogsta 33:3               | Stensättning |              | Bogsta, Södermanland |              | 58.878000, 17.180937 | 10031400330003 | Ladda upp en bild av detta fornminne      |
| Bogsta 34:1               | Stensättning |              | Bogsta, Södermanland |              | 58.877584, 17.176840 | 10031400340001 | Ladda upp en bild av detta fornminne      |
| Bogsta 34:2               | Stensättning |              | Bogsta, Södermanland |              | 58.877492, 17.177721 | 10031400340002 | Ladda upp en bild av detta fornminne      |
| Borgs skans (Bogsta 36:1) | Fornborg     |              | Bogsta, Södermanland |              | 58.868956, 17.176307 | 10031400360001 | Ladda upp en bild av detta fornminne      |
| Bogsta 37:1               | Gravfält     |              | Bogsta, Södermanland |              | 58.866873, 17.178642 | 10031400370001 | Ladda upp en bild av detta fornminne      |
| Bogsta 38:1               | Stensättning |              | Bogsta, Södermanland |              | 58.871525, 17.162365 | 10031400380001 | Ladda upp en bild av detta fornminne      |
| Bogsta 39:1               | Gravfält     |              | Bogsta, Södermanland |              | 58.867390, 17.156685 | 10031400390001 | Ladda upp en bild av detta fornminne      |
| Bogsta 41:1               | Stensättning |              | Bogsta, Södermanland |              | 58.862162, 17.151021 | 10031400410001 | Ladda upp en bild av detta fornminne      |
| Sö 126 (Bogsta 42:1)      | Runristning  |              | Bogsta, Södermanland | Fagerlöt     | 58.853767, 17.157342 | 10031400420001 | Ladda upp en till bild av detta fornminne |
| Bogsta 43:1               | Stensättning |              | Bogsta, Södermanland |              | 58.858216, 17.164051 | 10031400430001 | Ladda upp en bild av detta fornminne      |
| Bogsta 43:2               | Stensättning |              | Bogsta, Södermanland |              | 58.858259, 17.164209 | 10031400430002 | Ladda upp en bild av detta fornminne      |
| Bogsta 43:3               | Stensättning |              | Bogsta, Södermanland |              | 58.858324, 17.164767 | 10031400430003 | Ladda upp en bild av detta fornminne      |
| Bogsta 44:1               | Stensättning |              | Bogsta, Södermanland |              | 58.858134, 17.168434 | 10031400440001 | Ladda upp en bild av detta fornminne      |
| Bogsta 44:2               | Stensättning |              | Bogsta, Södermanland |              | 58.858136, 17.168261 | 10031400440002 | Ladda upp en bild av detta fornminne      |
| Bogsta 45:1               | Stensättning |              | Bogsta, Södermanland |              | 58.860353, 17.167099 | 10031400450001 | Ladda upp en bild av detta fornminne      |
| Bogsta 46:1               | Stensättning |              | Bogsta, Södermanland |              | 58.857924, 17.180874 | 10031400460001 | Ladda upp en bild av detta fornminne      |
| Bogsta 46:2               | Stensättning |              | Bogsta, Södermanland |              | 58.857696, 17.181123 | 10031400460002 | Ladda upp en bild av detta fornminne      |
| Bogsta 46:3               | Stensättning |              | Bogsta, Södermanland |              | 58.857544, 17.181116 | 10031400460003 | Ladda upp en bild av detta fornminne      |
| Bogsta 46:4               | Stensättning |              | Bogsta, Södermanland |              | 58.857583, 17.180875 | 10031400460004 | Ladda upp en bild av detta fornminne      |
| Bogsta 47:1               | Gravfält     |              | Bogsta, Södermanland |              | 58.860588, 17.174409 | 10031400470001 | Ladda upp en bild av detta fornminne      |
| Bogsta 48:1               | Hög          |              | Bogsta, Södermanland |              | 58.859493, 17.178382 | 10031400480001 | Ladda upp en bild av detta fornminne      |
| Bogsta 49:1               | Gravfält     |              | Bogsta, Södermanland |              | 58.855705, 17.183872 | 10031400490001 | Ladda upp en bild av detta fornminne      |
| Bogsta 50:1               | Stensättning |              | Bogsta, Södermanland |              | 58.852588, 17.186292 | 10031400500001 | Ladda upp en bild av detta fornminne      |
| Bogsta 50:2               | Stensättning |              | Bogsta, Södermanland |              | 58.852870, 17.185993 | 10031400500002 | Ladda upp en bild av detta fornminne      |
| Bogsta 51:1               | Gravfält     |              | Bogsta, Södermanland |              | 58.854323, 17.196667 | 10031400510001 | Ladda upp en bild av detta fornminne      |
| Bogsta 52:1               | Gravfält     |              | Bogsta, Södermanland |              | 58.846470, 17.187702 | 10031400520001 | Ladda upp en bild av detta fornminne      |
| Bogsta 53:1               | Stensättning |              | Bogsta, Södermanland |              | 58.845913, 17.191135 | 10031400530001 | Ladda upp en bild av detta fornminne      |
| Bogsta 53:2               | Stensättning |              | Bogsta, Södermanland |              | 58.846001, 17.191134 | 10031400530002 | Ladda upp en bild av detta fornminne      |
| Bogsta 53:3               | Stensättning |              | Bogsta, Södermanland |              | 58.845645, 17.190730 | 10031400530003 | Ladda upp en bild av detta fornminne      |
| Bogsta 54:1               | Stensättning |              | Bogsta, Södermanland |              | 58.865873, 17.143908 | 10031400540001 | Ladda upp en bild av detta fornminne      |
| Bogsta 55:1               | Gravfält     |              | Bogsta, Södermanland |              | 58.866427, 17.145013 | 10031400550001 | Ladda upp en bild av detta fornminne      |
| Bogsta 56:1               | Stensättning |              | Bogsta, Södermanland |              | 58.867136, 17.148684 | 10031400560001 | Ladda upp en bild av detta fornminne      |
| Bogsta 59:1               | Röse         |              | Bogsta, Södermanland |              | 58.871444, 17.142691 | 10031400590001 | Ladda upp en bild av detta fornminne      |
| Bogsta 60:1               | Röse         |              | Bogsta, Södermanland |              | 58.870302, 17.144588 | 10031400600001 | Ladda upp en bild av detta fornminne      |
| Bogsta 61:1               | Röse         |              | Bogsta, Södermanland |              | 58.869230, 17.150897 | 10031400610001 | Ladda upp en bild av detta fornminne      |
| Bogsta 62:1               | Röse         |              | Bogsta, Södermanland |              | 58.868479, 17.151313 | 10031400620001 | Ladda upp en bild av detta fornminne      |
| Bogsta 62:2               | Stensättning |              | Bogsta, Södermanland |              | 58.868279, 17.151478 | 10031400620002 | Ladda upp en bild av detta fornminne      |
| Bogsta 65:2               | Stensättning |              | Bogsta, Södermanland |              | 58.872545, 17.150357 | 10031400650002 | Ladda upp en bild av detta fornminne      |
| Bogsta 69:1               | Röse         |              | Bogsta, Södermanland |              | 58.867476, 17.147186 | 10031400690001 | Ladda upp en bild av detta fornminne      |
| Bogsta 70:1               | Röse         |              | Bogsta, Södermanland |              | 58.866986, 17.146995 | 10031400700001 | Ladda upp en bild av detta fornminne      |
| Bogsta 71:1               | Stensättning |              | Bogsta, Södermanland |              | 58.866714, 17.146427 | 10031400710001 | Ladda upp en bild av detta fornminne      |
| Bogsta 72:1               | Stensättning |              | Bogsta, Södermanland |              | 58.867927, 17.155988 | 10031400720001 | Ladda upp en bild av detta fornminne      |
| Bogsta 74:1               | Stensättning |              | Bogsta, Södermanland |              | 58.858071, 17.169177 | 10031400740001 | Ladda upp en bild av detta fornminne      |
| Bogsta 74:2               | Stensättning |              | Bogsta, Södermanland |              | 58.857867, 17.169635 | 10031400740002 | Ladda upp en bild av detta fornminne      |
| Bogsta 75:1               | Gravfält     |              | Bogsta, Södermanland |              | 58.855550, 17.185383 | 10031400750001 | Ladda upp en bild av detta fornminne      |
| Bogsta 76:1               | Gravfält     |              | Bogsta, Södermanland |              | 58.854950, 17.189603 | 10031400760001 | Ladda upp en bild av detta fornminne      |
| Bogsta 80:1               | Gravfält     |              | Bogsta, Södermanland |              | 58.859133, 17.199750 | 10031400800001 | Ladda upp en bild av detta fornminne      |
| Bogsta 84:1               | Stensättning |              | Bogsta, Södermanland |              | 58.868336, 17.158522 | 10031400840001 | Ladda upp en bild av detta fornminne      |
| Bogsta 86:1               | Stensättning |              | Bogsta, Södermanland |              | 58.895285, 17.168740 | 10031400860001 | Ladda upp en bild av detta fornminne      |
| Bogsta 87:1               | Hög          |              | Bogsta, Södermanland |              | 58.892966, 17.172907 | 10031400870001 | Ladda upp en bild av detta fornminne      |
| Bogsta 90:1               | Röse         |              | Bogsta, Södermanland |              | 58.877116, 17.196685 | 10031400900001 | Ladda upp en bild av detta fornminne      |
| Bogsta 90:2               | Stensättning |              | Bogsta, Södermanland |              | 58.876982, 17.196643 | 10031400900002 | Ladda upp en bild av detta fornminne      |
| Bogsta 93:1               | Stensättning |              | Bogsta, Södermanland |              | 58.884601, 17.177205 | 10031400930001 | Ladda upp en bild av detta fornminne      |
| Bogsta 94:1               | Stensättning |              | Bogsta, Södermanland |              | 58.889054, 17.167133 | 10031400940001 | Ladda upp en bild av detta fornminne      |
| Bogsta 102:1              | Stensättning |              | Bogsta, Södermanland |              | 58.856614, 17.201991 | 10031401020001 | Ladda upp en bild av detta fornminne      |
| Bogsta 110:1              | Stensättning |              | Bogsta, Södermanland |              | 58.863173, 17.158698 | 10031401100001 | Ladda upp en bild av detta fornminne      |
| Bogsta 112:1              | Hällristning |              | Bogsta, Södermanland |              | 58.866422, 17.154114 | 10031401120001 | Ladda upp en bild av detta fornminne      |
| Bogsta 112:2              | Hällristning |              | Bogsta, Södermanland |              | 58.866422, 17.154114 | 10031401120002 | Ladda upp en bild av detta fornminne      |
| Bogsta 112:3              | Hällristning |              | Bogsta, Södermanland |              | 58.866422, 17.154114 | 10031401120003 | Ladda upp en bild av detta fornminne      |
| Bogsta 116:1              | Stensättning |              | Bogsta, Södermanland |              | 58.862838, 17.202532 | 10031401160001 | Ladda upp en bild av detta fornminne      |
| Bogsta 116:2              | Stensättning |              | Bogsta, Södermanland |              | 58.862714, 17.202377 | 10031401160002 | Ladda upp en bild av detta fornminne      |
| Bogsta 116:3              | Stensättning |              | Bogsta, Södermanland |              | 58.862640, 17.202396 | 10031401160003 | Ladda upp en bild av detta fornminne      |
| Bogsta 117:1              | Stensättning |              | Bogsta, Södermanland |              | 58.861312, 17.198171 | 10031401170001 | Ladda upp en bild av detta fornminne      |
| Bogsta 118:1              | Stensättning |              | Bogsta, Södermanland |              | 58.852803, 17.201290 | 10031401180001 | Ladda upp en bild av detta fornminne      |
| Bogsta 122:1              | Fornborg     |              | Bogsta, Södermanland |              | 58.898720, 17.143900 | 10031401220001 | Ladda upp en bild av detta fornminne      |
| Bogsta 125:1              | Stensättning |              | Bogsta, Södermanland |              | 58.903640, 17.164090 | 10031401250001 | Ladda upp en bild av detta fornminne      |
| Bogsta 126:1              | Stensättning |              | Bogsta, Södermanland |              | 58.894295, 17.171896 | 10031401260001 | Ladda upp en bild av detta fornminne      |
| Bogsta 128:1              | Hällristning |              | Bogsta, Södermanland |              | 58.868227, 17.149879 | 10031401280001 | Ladda upp en bild av detta fornminne      |
| Bogsta 131:1              | Stensättning |              | Bogsta, Södermanland |              | 58.898434, 17.186459 | 10031401310001 | Ladda upp en bild av detta fornminne      |
| Ludgo 43:1                | Stensättning |              | Bogsta, Södermanland |              | 58.906846, 17.148760 | 10034800430001 | Ladda upp en bild av detta fornminne      |
| Ludgo 44:1                | Gravfält     |              | Bogsta, Södermanland |              | 58.909888, 17.144164 | 10034800440001 | Ladda upp en bild av detta fornminne      |
| Ludgo 45:1                | Stensättning |              | Bogsta, Södermanland |              | 58.908071, 17.146408 | 10034800450001 | Ladda upp en bild av detta fornminne      |
| Tystberga 230:1           | Stensättning |              | Bogsta, Södermanland |              | 58.859864, 17.211697 | 10038202300001 | Ladda upp en bild av detta fornminne      |
| Tystberga 231:1           | Stensättning |              | Bogsta, Södermanland |              | 58.858367, 17.206691 | 10038202310001 | Ladda upp en bild av detta fornminne      |
| Tystberga 231:3           | Stensättning |              | Bogsta, Södermanland |              | 58.858245, 17.207232 | 10038202310003 | Ladda upp en bild av detta fornminne      |
| Tystberga 231:4           | Stensättning |              | Bogsta, Södermanland |              | 58.858288, 17.207371 | 10038202310004 | Ladda upp en bild av detta fornminne      |